# Hestina waterstradti
Hestina waterstradti är en fjärilsart som beskrevs av Charles James Watkins 1928. Hestina waterstradti ingår i släktet Hestina och familjen praktfjärilar. Inga underarter finns listade i Catalogue of Life.